# Championnat d'Écosse de football 2015-2016
Navigation
Édition précédente Édition suivante
La 119e édition du championnat d'Écosse de football est la troisième sous l'appellation Scottish Premiership. Elle oppose les douze meilleurs clubs d'Écosse en une série de trente-huit journées : les équipes s'affrontent à trois reprises de la 1re à la 33e journée, puis le championnat se scinde en deux poules pour les 5 journées restantes.
Lors de cette saison, le Celtic Football Club défend son titre face à 11 autres équipes dont une promue du Scottish Championship : il s'agit du Heart of Midlothian Football Club qui réintègre l'élite après une seule saison passée en deuxième division.
Au terme de la compétition le Celtic conserve son titre de champion d'Écosse. Il l'emporte avec quinze points d'avance sur son dauphin Aberdeen FC.
Dundee United termine à la dernière place et descend en deuxième division. Le club quitte l'élite écossaise après vingt années de présence.

## Équipes

### Participants et localisation
| \| Aberdeen Celtic Dundee FC Dundee United Hamilton Inverness Kilmarnock Motherwell Partick Th. Ross County St. Johnstone Hearts \| Localisation des clubs |
| Aberdeen Celtic Dundee FC Dundee United Hamilton Inverness Kilmarnock Motherwell Partick Th. Ross County St. Johnstone Hearts                              |

| Club                            | Se maintient depuis | Classement 2014-2015 | Stade              | Capacité théorique | Ville      |
| ------------------------------- | ------------------- | -------------------- | ------------------ | ------------------ | ---------- |
| Celtic FC                       | 1890                | 1                    | Celtic Park        | 60 355             | Glasgow    |
| Aberdeen FC                     | 1905                | 2                    | Pittodrie Stadium  | 21 421             | Aberdeen   |
| Inverness Caledonian Thistle FC | 2010                | 3                    | Caledonian Stadium | 7 800              | Inverness  |
| Dundee United FC                | 1996                | 4                    | Tannadice Park     | 14 229             | Dundee     |
| St. Johnstone FC                | 2009                | 5                    | McDiarmid Park     | 10 696             | Perth      |
| Dundee FC                       | 2014                | 6                    | Dens Park          | 11 850             | Dundee     |
| Hamilton Academical FC          | 2014                | 7                    | New Douglas Park   | 6 078              | Hamilton   |
| Partick Thistle FC              | 2013                | 8                    | Firhill Stadium    | 10 102             | Glasgow    |
| Kilmarnock FC                   | 1992                | 9                    | Rugby Park         | 18 128             | Kilmarnock |
| Ross County FC                  | 2012                | 10                   | Victoria Park      | 6 541              | Dingwall   |
| Motherwell FC                   | 1985                | 11                   | Fir Park           | 13 677             | Motherwell |
| Heart of Midlothian FC          | 2015                | 1 (SC)               | Tynecastle Stadium | 17 529             | Édimbourg  |

Légende des couleurs
- Deuxième tour de qualification de la Ligue des Champions 2015-2016
- Deuxième tour de qualification de la Ligue Europa 2015-2016
- Premier tour de qualification de la Ligue Europa 2015-2016
- Promu de Scottish Championship

### Informations équipes
| Club                | Entraîneur                                               | Capitaine        | Équipementier | Sponsor                                  |
| ------------------- | -------------------------------------------------------- | ---------------- | ------------- | ---------------------------------------- |
| Aberdeen            | Derek McInnes                                            | Ryan Jack        | Adidas        | Saltire Energy                           |
| Celtic              | Ronny Deila                                              | Scott Brown      | New Balance   | Magners                                  |
| Dundee FC           | Paul Hartley                                             | James McPake     | Puma          | Kilmac Energy                            |
| Dundee United       | Jackie McNamara (26/09/15) Mixu Paatelainen              | Seán Dillon      | Nike          | Calor                                    |
| Hamilton Academical | Martin Canning                                           | Michael McGovern | Adidas        | Nevis (domicile), Scotia Aid (extérieur) |
| Heart of Midlothian | Robbie Neilson                                           | Alim Öztürk      | Puma          | Save the Children                        |
| Inverness CT        | John Hughes                                              | Richie Foran     | Carbrini      | Subway                                   |
| Kilmarnock          | Gary Locke (30/01/16) Lee McCulloch (15/02/16) Lee Clark | Mark Connolly    | Erreà         | QTS                                      |
| Motherwell          | Ian Baraclough (23/09/15) Mark McGhee                    | Keith Lasley     | Macron        | Cash Converters                          |
| Partick Thistle     | Alan Archibald                                           | Abdul Osman      | Joma          | Kingsford Capital Management             |
| Ross County         | Jim McIntyre                                             | Andrew Davies    | Carbrini      | Stanley CRC Evans Offshore               |
| St. Johnstone       | Tommy Wright                                             | Dave Mackay      | Joma          | Invest in Perth                          |

## Compétition

### Règlement
Le classement est établi sur le barème de points classique (victoire à 3 points, match nul à 1, défaite à 0).
Pour départager les égalités, on tient d'abord compte de la différence de buts générale, puis du nombre de buts marqués, puis des confrontations directes et enfin si la qualification ou la relégation est en jeu, les deux équipes jouent une rencontre d'appui sur terrain neutre.

### Classement général
| Rang | Équipe                   | Pts | J  | G  | N  | P  | Bp | Bc | Diff |
| ---- | ------------------------ | --- | -- | -- | -- | -- | -- | -- | ---- |
| 1    | Celtic FC T              | 86  | 38 | 26 | 8  | 4  | 93 | 31 | +62  |
| 2    | Aberdeen FC              | 71  | 38 | 22 | 5  | 11 | 62 | 48 | +14  |
| 3    | Heart of Midlothian FC P | 65  | 38 | 18 | 11 | 9  | 59 | 40 | +19  |
| 4    | St. Johnstone FC         | 56  | 38 | 16 | 8  | 14 | 58 | 55 | +3   |
| 5    | Motherwell FC            | 50  | 38 | 15 | 5  | 18 | 47 | 63 | -16  |
| 6    | Ross County FC L         | 48  | 38 | 14 | 6  | 18 | 55 | 61 | -6   |
|      |                          |     |    |    |    |    |    |    |      |
| 7    | Inverness CT FC          | 52  | 38 | 14 | 10 | 14 | 54 | 48 | +6   |
| 8    | Dundee FC                | 48  | 38 | 11 | 15 | 12 | 53 | 57 | -4   |
| 9    | Partick Thistle FC       | 46  | 38 | 12 | 10 | 16 | 41 | 50 | -9   |
| 10   | Hamilton Academical FC   | 43  | 38 | 11 | 10 | 17 | 42 | 63 | -21  |
| 11   | Kilmarnock FC            | 36  | 38 | 9  | 9  | 20 | 41 | 64 | -23  |
| 12   | Dundee United FC -3 A    | 28  | 38 | 8  | 7  | 23 | 45 | 70 | -25  |

Qualifications européennes
- 1er : 2e tour de qualification en Ligue des champions 2016-2017
- C : 2e tour de qualification en Ligue Europa 2016-2017
- 2e et 3e : 1er tour de qualification en Ligue Europa 2016-2017

Relégations
- 12e : Relégation en Championship (D2)
- 11e : Barrages de relégation en Championship (D2)

Abréviations
- T : Tenant du titre
- C : Vainqueur de la Coupe d’Écosse 2016
- L : Vainqueur de la Coupe de la Ligue 2016
- P : Promu de Championship (D2)

Note
A Dundee United reçoit une pénalité de 3 points en raison de l'inéligibilité d'un joueur lors de leur victoire contre Inverness Caledonian Thistle, le 6 mai 2016

### Matchs

#### Journées 1 à 22
| Résultats (▼dom., ►ext.)                                   | ABE | CEL | DND | DUN | HAM | HEA | INV | KIL | MTH | PAR | ROS | STJ |
| Aberdeen                                                   |     | 2-1 | 2-0 | 2-0 | 1-0 | 1-0 | 2-2 | 2-0 | 1-1 | 0-0 | 3-1 | 1-5 |
| Celtic                                                     | 3-1 |     | 6-0 | 5-0 | 8-1 | 0-0 | 4-2 | 0-0 | 1-2 | 1-0 | 2-0 | 3-1 |
| Dundee                                                     | 0-2 | 0-0 |     | 2-1 | 4-0 | 1-2 | 1-1 | 1-2 | 2-1 | 1-1 | 3-3 | 2-1 |
| Dundee United                                              | 0-1 | 1-3 | 2-2 |     | 1-2 | 0-1 | 1-1 | 1-2 | 0-3 | 0-1 | 1-0 | 1-2 |
| Hamilton Academical                                        | 1-1 | 1-2 | 1-1 | 4-0 |     | 3-2 | 3-4 | 0-1 | 1-0 | 0-0 | 1-3 | 2-4 |
| Heart of Midlothian                                        | 1-3 | 2-2 | 1-1 | 3-2 | 2-0 |     | 2-0 | 1-1 | 2-0 | 3-0 | 2-0 | 4-3 |
| Inverness CT                                               | 2-1 | 1-3 | 1-1 | 2-2 | 0-2 | 2-0 |     | 2-1 | 0-1 | 0-0 | 2-0 | 0-1 |
| Kilmarnock                                                 | 0-4 | 2-2 | 0-4 | 1-1 | 1-2 | 2-2 | 2-0 |     | 0-1 | 2-5 | 0-4 | 2-1 |
| Motherwell                                                 | 1-2 | 0-1 | 3-1 | 0-2 | 3-3 | 2-2 | 1-3 | 1-0 |     | 2-1 | 1-1 | 2-0 |
| Partick Thistle                                            | 0-2 | 0-2 | 0-1 | 3-0 | 1-1 | 0-4 | 2-1 | 2-2 | 1-0 |     | 1-0 | 2-0 |
| Ross County                                                | 2-0 | 1-4 | 5-2 | 2-1 | 2-0 | 1-2 | 1-2 | 3-2 | 3-0 | 1-0 |     | 2-3 |
| St Johnstone                                               | 3-4 | 0-3 | 1-1 | 2-1 | 4-1 | 0-0 | 1-1 | 2-1 | 2-1 | 1-2 | 1-1 |     |
| - Victoire à domicile - Match nul - Victoire à l'extérieur |     |     |     |     |     |     |     |     |     |     |     |     |

#### Journées 23 à 33
| Résultats (▼dom., ►ext.)                                   | ABE | CEL | DND | DUN | HAM | HEA | INV | KIL | MTH | PAR | ROS | STJ |
| Aberdeen                                                   |     | 2-1 | 1-0 |     | 3-0 |     |     | 2-1 |     |     |     | 1-1 |
| Celtic                                                     |     |     | 0-0 |     |     | 3-1 | 3-0 |     |     |     | 2-0 | 3-1 |
| Dundee                                                     |     |     |     |     |     | 0-1 | 1-1 |     | 2-2 |     | 5-2 | 2-0 |
| Dundee United                                              | 0-1 | 1-4 | 2-2 |     |     | 2-1 | 0-2 | 5-1 |     |     |     |     |
| Hamilton Academical                                        |     | 1-1 | 2-1 | 0-0 |     | 0-0 |     |     | 0-1 | 1-2 |     |     |
| Heart of Midlothian                                        | 2-1 |     |     |     |     |     |     | 1-0 | 6-0 | 1-0 |     | 0-3 |
| Inverness CT                                               | 3-1 |     |     |     | 0-1 | 0-0 |     |     | 1-2 | 0-0 |     |     |
| Kilmarnock                                                 |     | 0-1 | 0-0 |     | 0-1 |     | 2-1 |     |     |     | 0-2 | 3-0 |
| Motherwell                                                 | 2-1 | 1-2 |     | 2-1 |     |     |     | 0-2 |     | 3-1 | 1-2 |     |
| Partick Thistle                                            | 1-2 | 1-2 | 2-4 | 1-0 |     |     |     | 0-0 |     |     |     |     |
| Ross County                                                | 2-3 |     |     | 0-3 | 2-1 | 0-3 | 0-3 |     |     | 1-0 |     |     |
| St Johnstone                                               |     |     |     | 0-1 | 0-0 |     | 1-0 |     | 2-1 | 1-2 | 1-1 |     |
| - Victoire à domicile - Match nul - Victoire à l'extérieur |     |     |     |     |     |     |     |     |     |     |     |     |

#### Journées 34 à 38
À l'issue des 33 premières journées, deux poules sont constituées selon le classement du moment : les six premières équipes s'affrontent entre elles une seule fois (à domicile ou à l'extérieur) ; il en est de même pour les six dernières.
| Résultats (▼dom., ►ext.)                                   | ABE | CEL | HEA | MOT | ROS | STJ |
| Aberdeen                                                   |     |     | 0-1 | 4-1 | 0-4 |     |
| Celtic                                                     | 3-2 |     |     | 7-0 | 1-1 |     |
| Heart of Midlothian                                        |     | 1-3 |     |     | 1-1 | 2-2 |
| Motherwell                                                 |     |     | 1-0 |     |     | 1-2 |
| Ross County                                                |     |     |     | 1-3 |     | 0-1 |
| St Johnstone                                               | 3-0 | 2-1 |     |     |     |     |
| - Victoire à domicile - Match nul - Victoire à l'extérieur |     |     |     |     |     |     |

| Résultats (▼dom., ►ext.)                                   | DND | DUN | HAM | INV | KIL | PAR |
| Dundee                                                     |     | 2-1 | 0-1 |     | 1-1 |     |
| Dundee United                                              |     |     | 1-3 |     |     | 3-3 |
| Hamilton Academical                                        |     |     |     | 0-1 | 0-4 |     |
| Inverness CT                                               | 4-0 | 2-3 |     |     | 3-1 |     |
| Kilmarnock                                                 |     | 2-4 |     |     |     | 0-2 |
| Partick Thistle                                            | 1-2 |     | 2-2 | 1-4 |     |     |
| - Victoire à domicile - Match nul - Victoire à l'extérieur |     |     |     |     |     |     |

### Barrages de promotion - relégation
| Match aller       | Falkirk      | 1 – 0 | Kilmarnock | Falkirk Stadium, Falkirk                    |                                             |
| 19 mai 2016 19:45 | Vaulks 90+1e |       |            | Spectateurs : 7 636 Arbitrage : John Beaton | Spectateurs : 7 636 Arbitrage : John Beaton |
| 19 mai 2016 19:45 | BBC          |       |            | Spectateurs : 7 636 Arbitrage : John Beaton | Spectateurs : 7 636 Arbitrage : John Beaton |

| Match retour | Kilmarnock                            | 4 – 0 | Falkirk | Rugby Park, Kilmarnock                          |                                                 |
| 22 mai 2016  | Kiltie 3e 62e · Addison 8e · Boyd 65e |       |         | Spectateurs : 11 013 Arbitrage : William Collum | Spectateurs : 11 013 Arbitrage : William Collum |
| 22 mai 2016  | BBC                                   |       |         | Spectateurs : 11 013 Arbitrage : William Collum | Spectateurs : 11 013 Arbitrage : William Collum |

Kilmarnock FC l'emporte sur l'ensemble des deux matchs sur le score de 4 buts à 1 et se maintient dans l'élite écossaise.

## Statistiques

### Classement des buteurs
| Rang | Joueur          | Club                         | Buts |
| ---- | --------------- | ---------------------------- | ---- |
| 1    | Leigh Griffiths | Celtic                       | 31   |
| 2    | Kane Hemmings   | Dundee                       | 21   |
| 3    | Adam Rooney     | Aberdeen                     | 20   |
| 4    | Liam Boyce      | Ross County                  | 15   |
| 4    | Louis Moult     | Motherwell                   | 15   |
| 6    | Steven MacLean  | St Johnstone                 | 14   |
| 6    | Kris Doolan     | Partick Thistle              | 14   |
| 8    | Billy McKay     | Dundee United                | 12   |
| 8    | Juanma          | Heart of Midlothian          | 12   |
| 10   | Miles Storey    | Inverness Caledonian Thistle | 11   |

### Récompenses individuelles
| Mois      | Entraîneur du mois | Entraîneur du mois           | Joueur du mois     | Joueur du mois |
| Mois      | Entraîneur         | Club                         | Joueur             | Club           |
| --------- | ------------------ | ---------------------------- | ------------------ | -------------- |
| Août      | Derek McInnes      | Aberdeen                     | Leigh Griffiths    | Celtic         |
| Septembre | Derek McInnes      | Aberdeen                     | Niall McGinn       | Aberdeen       |
| Octobre   | Ronny Deila        | Celtic                       | Leigh Griffiths    | Celtic         |
| Novembre  | Alan Archibald     | Partick Thistle              | Michael O'Halloran | St. Johnstone  |
| Décembre  | Mark McGhee        | Motherwell                   | Liam Boyce         | Ross County    |
| Janvier   | Ronny Deila        | Celtic                       | Kane Hemmings      | Dundee FC      |
| Février   | Mixu Paatelainen   | Dundee United                | Paul Paton         | Dundee United  |
| Mars      | Mark McGhee        | Motherwell                   | Jackson Irvine     | Ross County    |
| Avril     | John Hughes        | Inverness Caledonian Thistle | Patrick Roberts    | Celtic         |

## Bilan de la saison
| Championnat d'Écosse de football 2015-2016  |                     |
| Champion                                    | Celtic (47e titre)  |
| Dauphin                                     | Aberdeen            |
| Coupes et trophées                          |                     |
| Vainqueur de la Coupe d'Écosse 2015-2016    | Hibernian           |
| Vainqueur de la Coupe de la Ligue 2015-2016 | Ross County         |
| Qualifications continentales                |                     |
| Ligue des champions de l'UEFA 2016-2017     | Celtic              |
| Ligue Europa 2016-2017                      | Aberdeen            |
| Ligue Europa 2016-2017                      | Heart of Midlothian |
| Ligue Europa 2016-2017                      | Hibernian           |
| Promotions et relégations                   |                     |
| Promus en Premiership                       | Rangers             |
| Relégués en Championship                    | Dundee United       |